# DZW – Die ZahnarztWoche
dzw – Die ZahnarztWoche ist eine zweiwöchentlich erscheinende Fachzeitung für Zahnärzte, Zahntechniker, ihre Mitarbeiter in Praxis und Labor und den gesamten Dentalmarkt. Sie gehört seit Mai 2024 zur MGO Fachverlage GmbH & Co. KG mit Sitz in Kulmbach.

## Geschichte
Die dzw wurde 1987 von Rolf Hinz und dem Journalisten und Publizisten Jürgen Pischel, Inhaber des Redaktionsbüros Bonn, gegründet, die bis zum 30. Juni 2009 gemeinsam Herausgeber der Zeitung waren. Nach dem Ausscheiden von Jürgen Pischel zum 1. Juli 2009 war Rolf Hinz bis zur Insolvenz des Zahnärztlichen Fach-Verlags 2024 alleiniger Herausgeber der dzw.
Die erste Ausgabe der dzw erschien am 1. April 1987. Chefredakteur war seit der Gründung bis zum 30. Juni 2009 Jürgen Pischel. Ab 1. Juli 2009 war Marion Marschall Chefredakteurin des Blattes, die Redaktion ging zu diesem Zeitpunkt an den Verlag über. Nach einem umfassenden Relaunch im September 2015 erscheint die dzw in einem komplett neuen Layout. Seit 1. September 2017 ist der Marc Oliver Pick Chefredakteur der dzw.

## Themen
Ständige Themen der Berichterstattung sind Gesundheits- und Berufspolitik, Zahnmedizin, Fortbildung, Praxisführung (Praxismanagement, Praxismarketing, Finanzierung, Recht), Abrechnung, neue Produkte und Materialien und Wirtschaftsthemen aus dem Dentalmarkt. Regelmäßige Themenseiten gibt es zu verschiedenen Bereichen der Zahnmedizin. Umfangreiche Berichterstattung gibt es regelmäßig zum Tag der Zahngesundheit, zum Deutschen Zahnärztetag und alle zwei Jahre zur Internationalen Dental-Schau (IDS).

## Beilagen
Als eigene Bücher innerhalb der dzw erscheinen seit 2020 die Schwerpunkte dzw ZahnTechnik (4 Ausgaben pro Jahr) zu zahntechnischen Themen und dzw Orale Implantologie (4 Ausgaben pro Jahr) zur Implantologie. Die Sonderseiten „fan - FachAssistenzNews“ erscheinen seit 2020 10 Mal jährlich in der dzw. Die dzw und ihre Schwerpunktveröffentlichungen sind als ePaper verfügbar.

## Sonstiges
Seit März 1999 unterhält die dzw einen eigenen Internetauftritt, der zuletzt 2022 einem Relaunch unterzogen wurde.